# Antiblemma boliviensis
Antiblemma boliviensis là một loài bướm đêm trong họ Erebidae.